# Ondavka
Ondavka es un municipio del distrito de Bardejov en la región de Prešov, Eslovaquia, con una población estimada a final del año 2024 de 10 habitantes.
Se encuentra ubicado en el centro-norte de la región, cerca del río Topľa (cuenca hidrográfica del río Tisza) y de la frontera con Polonia.

## Demografía
| Año        | 1994 | 2004     | 2014     | 2024     |
| ---------- | ---- | -------- | -------- | -------- |
| Población  | 42   | 33       | 18       | 10       |
| Diferencia |      | −21,42 % | −45,45 % | −44,44 % |

| Año        | 2023 | 2024    |
| ---------- | ---- | ------- |
| Población  | 11   | 10      |
| Diferencia |      | −9,09 % |